# Municipio de Hamblen
El municipio de Hamblen (en inglés: Hamblen Township) es un municipio ubicado en el condado de Brown en el estado estadounidense de Indiana. En el año 2010 tenía una población de 4336 habitantes y una densidad poblacional de 25,79 personas por km².

## Geografía
El municipio de Hamblen se encuentra ubicado en las coordenadas 39°16′42″N 86°9′31″O / 39.27833, -86.15861. Según la Oficina del Censo de los Estados Unidos, el municipio tiene una superficie total de 168.15 km², de la cual 165,68 km² corresponden a tierra firme y (1,47 %) 2,47 km² es agua.

## Demografía
Según el censo de 2010, había 4336 personas residiendo en el municipio de Hamblen. La densidad de población era de 25,79 hab./km². De los 4336 habitantes, el municipio de Hamblen estaba compuesto por el 98,39 % blancos, el 0,16 % eran afroamericanos, el 0,21 % eran amerindios, el 0,18 % eran asiáticos, el 0,14 % eran de otras razas y el 0,92 % eran de una mezcla de razas. Del total de la población el 1,18 % eran hispanos o latinos de cualquier raza.